# Championnat de Géorgie de football 1999-2000
Navigation
Saison précédente Saison suivante
La saison 1999-2000 du Championnat de Géorgie de football était la 11e édition de la première division géorgienne. Le championnat, appelé Umaglesi Liga, regroupe les seize meilleurs clubs géorgiens au sein de 2 poules géographiques, où les équipes se rencontrent deux fois dans la saison, à domicile et à l'extérieur. À la fin de cette première phase, les 4 premiers de chaque poule disputent la poule pour le titre tandis que les 4 derniers jouent la poule de relégation, dont les 4 derniers du classement sont relégués. Pour permettre le passage du championnat de 16 à 12 clubs, il n'y a pas en contre-partie de promotion pour les clubs disputant la deuxième division.
Révolution dans le championnat géorgien puisque le FC Dinamo Tbilissi, champion depuis 10 ans, perd cette année son titre au profit du Torpedo Koutaïssi. Le Dinamo ne finit qu'à la 3e place de la poule pour le titre, avec 5 points de retard sur le Torpedo, qui remporte là le premier titre de champion de son histoire. Le Torpedo Koutaïssi manque même le doublé en s'inclinant en finale de la Coupe de Géorgie face au Lokomotiv Tbilissi.

## Les 16 clubs participants
| - FC Dinamo Tbilissi - FC Tbilissi - Promu de Pirveli Liga - Metalurg Rustavi - Kolkheti 1913 Poti - Torpedo Koutaïssi - Dinamo Batoum - Kolkheti Khobi - Promu de Pirveli Liga - Lokomotiv Tbilissi | - FC Merani Tbilissi - Sioni Bolnissi - Dila Gori - WIT Georgia Tbilissi - Samgurali Tskhaltubo - TSU Tbilissi - Arsenal Tbilissi - Iberia Samtredia |

## Compétition
Le barème de points servant à établir tous les classements se décompose ainsi :
- Victoire : 3 points
- Match nul : 1 point
- Défaite : 0 point

### Première phase

#### Groupe A
| Rang | Équipe                 | Pts | J  | G  | N | P | Bp | Bc | Diff |
| ---- | ---------------------- | --- | -- | -- | - | - | -- | -- | ---- |
| 1    | FC Dinamo Tbilissi (T) | 34  | 14 | 11 | 1 | 2 | 38 | 12 | +26  |
| 2    | Dinamo Batoum          | 25  | 14 | 6  | 7 | 1 | 15 | 4  | +11  |
| 3    | WIT Georgia Tbilissi   | 23  | 14 | 6  | 5 | 3 | 20 | 12 | +8   |
| 4    | Sioni Bolnissi         | 21  | 14 | 6  | 3 | 5 | 13 | 19 | -6   |
| 5    | Lokomotiv Tbilissi     | 18  | 14 | 5  | 3 | 6 | 21 | 19 | +2   |
| 6    | FC Tbilissi (P)        | 13  | 14 | 3  | 3 | 8 | 21 | 31 | -10  |
| 7    | Samgurali Tskhaltubo   | 11  | 14 | 3  | 2 | 9 | 9  | 27 | -18  |
| 8    | Arsenal Tbilissi       | 9   | 14 | 2  | 3 | 9 | 10 | 23 | -13  |

|  | Participation à la poule pour le titre                                                   |
|  | Participation à la poule de relégation                                                   |
|  | (T) : Tenant du titre (C) : Vainqueur de la Coupe de Géorgie (P) : Promu de Pirveli Liga |

#### Groupe B
| Rang | Équipe             | Pts | J  | G  | N | P | Bp | Bc | Diff |
| ---- | ------------------ | --- | -- | -- | - | - | -- | -- | ---- |
| 1    | Torpedo Koutaïssi  | 36  | 14 | 11 | 3 | 0 | 33 | 5  | +28  |
| 2    | Kolkheti 1913 Poti | 25  | 14 | 8  | 1 | 5 | 19 | 15 | +4   |
| 3    | Dila Gori          | 20  | 14 | 6  | 2 | 6 | 19 | 24 | -5   |
| 4    | Iberia Samtredia   | 18  | 14 | 5  | 3 | 6 | 9  | 20 | -11  |
| 5    | Gorda Rustavi      | 16  | 14 | 5  | 1 | 8 | 17 | 18 | -1   |
| 6    | TSU Tbilissi       | 16  | 14 | 4  | 4 | 6 | 13 | 18 | -5   |
| 7    | FC Merani Tbilissi | 15  | 14 | 3  | 6 | 5 | 14 | 15 | -1   |
| 8    | Kolkheti Khobi (P) | 10  | 14 | 2  | 4 | 8 | 15 | 24 | -9   |

|  | Participation à la poule pour le titre                                                   |
|  | Participation à la poule de relégation                                                   |
|  | (T) : Tenant du titre (C) : Vainqueur de la Coupe de Géorgie (P) : Promu de Pirveli Liga |

### Seconde phase
Les équipes démarrent la seconde phase avec la moitié du total des points acquis lors de la première phase.

#### Poule pour le titire
| Rang | Équipe                 | Pts | J  | G | N | P  | Bp | Bc | Diff |
| ---- | ---------------------- | --- | -- | - | - | -- | -- | -- | ---- |
| 1    | Torpedo Koutaïssi      | 46  | 14 | 8 | 4 | 2  | 37 | 11 | +26  |
| 2    | WIT Georgia Tbilissi   | 41  | 14 | 8 | 5 | 1  | 15 | 7  | +8   |
| 3    | FC Dinamo Tbilissi (T) | 41  | 14 | 5 | 9 | 0  | 19 | 4  | +15  |
| 4    | Dinamo Batoum          | 39  | 14 | 8 | 2 | 4  | 22 | 10 | +12  |
| 5    | Kolkheti 1913 Poti     | 37  | 14 | 7 | 3 | 4  | 18 | 10 | +8   |
| 6    | Sioni Bolnissi         | 21  | 14 | 3 | 1 | 10 | 14 | 31 | -17  |
| 7    | Iberia Samtredia       | 17  | 14 | 2 | 2 | 10 | 6  | 29 | -23  |
| 8    | Dila Gori              | 16  | 14 | 2 | 0 | 12 | 9  | 38 | -29  |

|  | Qualification pour la Ligue de champions 2000-2001                                       |
|  | Qualification pour la Coupe UEFA 2000-2001                                               |
|  | Qualification pour la Coupe Intertoto 2000                                               |
|  | (T) : Tenant du titre (C) : Vainqueur de la Coupe de Géorgie (P) : Promu de Pirveli Liga |

#### Poule de relégation
| Rang | Équipe                 | Pts | J  | G | N | P  | Bp | Bc | Diff |
| ---- | ---------------------- | --- | -- | - | - | -- | -- | -- | ---- |
| 1    | FC Merani Tbilissi     | 39  | 14 | 9 | 4 | 1  | 18 | 5  | +13  |
| 2    | Lokomotiv Tbilissi (C) | 36  | 14 | 8 | 3 | 3  | 22 | 8  | +14  |
| 3    | TSU Tbilissi           | 35  | 14 | 9 | 0 | 5  | 26 | 15 | +11  |
| 4    | Gorda Rustavi          | 34  | 14 | 8 | 2 | 4  | 25 | 10 | +15  |
| 5    | Samgurali Tskhaltubo   | 33  | 14 | 8 | 3 | 3  | 17 | 8  | +9   |
| 6    | FC Tbilissi            | 18  | 14 | 3 | 2 | 9  | 12 | 26 | -14  |
| 7    | Arsenal Tbilissi       | 14  | 14 | 3 | 0 | 11 | 11 | 27 | -16  |
| 8    | FC Kolkheti Khobi      | 8   | 14 | 1 | 0 | 13 | 13 | 45 | -32  |

|  | Qualification pour la Coupe UEFA 2000-2001                                               |
|  | Relégation directe en deuxième division                                                  |
|  | (T) : Tenant du titre (C) : Vainqueur de la Coupe de Géorgie (P) : Promu de Pirveli Liga |

## Bilan de la saison
| Championnat de Géorgie de football 1999-2000           |                                  |
| Champion                                               | Torpedo Koutaïssi (1er titre)    |
| Coupes et trophées                                     |                                  |
| Vainqueur de la Coupe de Géorgie 1999-2000             | Lokomotiv Tbilissi               |
| Qualifications continentales                           |                                  |
| Ligue des champions 2000-2001 2e tour de qualification | Torpedo Koutaïssi                |
| Coupe UEFA 2000-2001                                   | Lokomotiv Tbilissi               |
| Coupe UEFA 2000-2001                                   | WIT Georgia Tbilissi             |
| Coupe Intertoto 2000                                   | FC Dinamo Tbilissi               |
| Promotions et relégations                              |                                  |
| Promus en Umaglesi Liga                                | Aucun (Passage de 16 à 12 clubs) |
| Relégués en Pirveli Liga                               | Samgurali Tskhaltubo             |
| Relégués en Pirveli Liga                               | Arsenal Tbilissi                 |
| Relégués en Pirveli Liga                               | Kolkheti Khobi                   |
| Relégués en Pirveli Liga                               | FC Tbilissi                      |